# Italian Club Chart

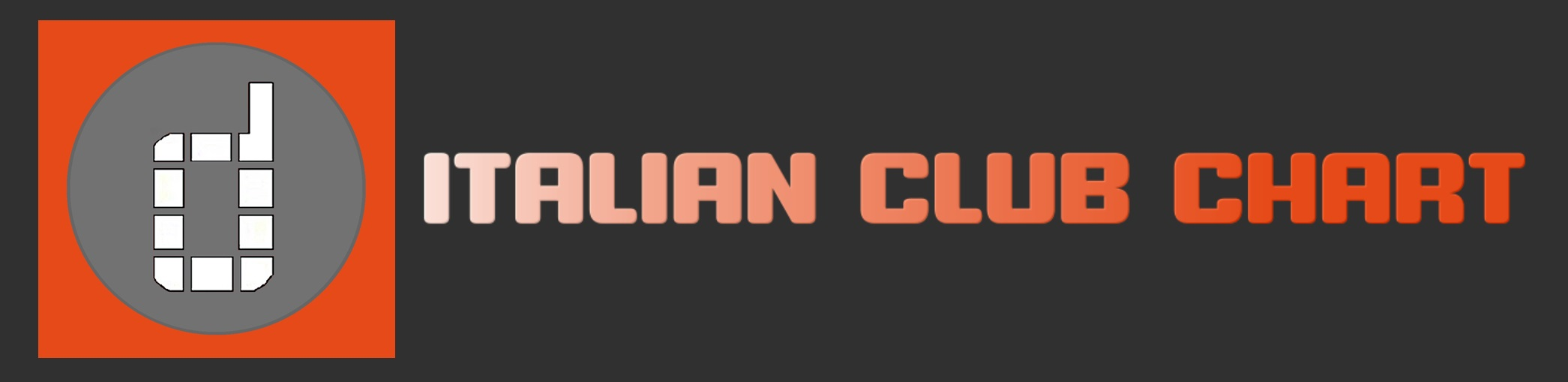
DANCE DIRECTORY - Club Chart

Italian Club Chart, conosciuta anche come Top 50 Discoteche, è una classifica di 50 posizioni aggiornata ogni sabato che si pone come obiettivo, dal 1976, quello di rappresentare i dischi più ballati in Italia.
Attualmente viene stilata su un panel comprendente le dance chart di alcune radio nazionali (M2O, Company, Piterpan, Ibiza, Norba, One Dance, Marte, Studio Più) e di alcune realtà locali, parametrate sulla base degli ascolti rilevati da RadioTer a cui viene aggiunta la Italian House Chart realizzata settimanalmente sempre da www.dancedirectory.it con le playlist di una cinquantina di Dj nazionali.

## Storia
La classifica dei dischi più ballati in Italia prende forma, in versione cartacea, con la nascita delle radio libere. Compilata dal giornalista Eugenio Tovini, prende in considerazione originariamente le chart di Musica e dischi, prestigioso mensile di settore. Dal 1978 nella base dati vengono aggiunte le dance charts di radio come Milano International, Studio 105, Montestella, Superstar Int. e Reporter insieme alle prime dj-playlist che giornali come Ciao 2001 o l’Associazione Italiana Disc Jockey, rendevano disponibili. In questi primi anni viene trasmessa su alcune radio locali del nord italia e nel marzo 1988 lo storico mensile Musica e dischi decide di pubblicarla con il nome di Top 40 e su quelle colonne rimane per oltre 20 anni diventando l’unica classifica dance riconosciuta dall’Afi (Associazione fonografici italiani).
Con l’esplosione in Italia delle discoteche e la nascita di una rivista di settore come Discotec, la classifica si diffonde ulteriormente e negli anni a venire, la pubblicano mensili come Tutto, Superclassifica, Dance Music Magazine, Trend e TuttoDisco mentre collane editoriali come Dance della De Agostini la prendono come punto di riferimento e, nel 1998 anche RadioRai 2, la trasmette il venerdì in versione top 10. 
A partire dal 2000 la società tedesca M.I.S. decide di utilizzare questa Club Chart come riferimento per il mercato italiano, nella compilazione delle sue Global Dance Traxx e European Dance Songs. Negli anni successivi viene utilizzata anche come contributor per l'Italia dalla classifica francese Euro Club 25.
La crescente notorietà porta alla pubblicazione della Guida Dance Directory dove vengono inseriti le classifiche, gli artisti, i remixer e le etichette più influenti del periodo. Le prime quattro edizioni (1995, 1996, 2000 e 2002) vengono pubblicate in formato cartaceo mentre la quinta, datata 2016, viene realizzata come e-Book visto anche l’elevato numero di pagine (520).
Nel 2001 viene aperto il sito www.dancedirectory.it per permettere un aggiornamento continuo del mercato dance italiano e mantenere un archivio storico ricomprendente tutte le charts dal 1976 ad oggi, con informazioni su tutti gli artisti presenti (oltre 6.000) con i relativi brani (oltre 10.000) e le etichette discografiche (circa 1.200). 

## Premio Gold Fingers
Dal 2019 realizza il premio Gold Fingers per la canzone Made In Italy, in ambito dance, che ha ottenuto i maggiori successi nell'anno:  
- Premio 2019: Meduza (feat. Goodboys) - Piece of Your Heart[1]
- Premio 2020: LA Vision e Gigi D'Agostino -  Hollywood[2]
- Premio 2021: Meduza (feat. Dermot Kennedy) - Paradise[3]
- Premio 2022: Meduza  - Bad Memories[4]]
- Premio 2023: The Kolors - italodisco [5]]
- Premio 2024: Twenty Six - Buscando Money [6]]

== Note ==
1. ↑  Premio Gold Fingers 2019 per Meduza - Piece Of My Heart
2. ↑  Premio Gold Fingers 2020 per Hollywood - LA Vision & Gigi D'Agostino
3. ↑  Premio Gold Fingers 2021 per Meduza - Paradise
4. ↑  Premio Gold Fingers 2022 per Meduza - Bad Memories
5. ↑  Premio Gold Fingers 2023 per The Kolors - Italodisco
6. ↑  Premio Gold Fingers 2024 per Twenty Six - Buscando Money